# Robert Knox (anatom)
Robert Knox, född 4 september 1791 i Edinburgh, död 20 december 1862 i Skottland, var en skotsk anatom, etolog, läkare och zoolog verksam huvudsakligen i sin hemstad Edinburgh under den första hälften av 1800-talet. Han intresserade sig bland annat för transcendental anatomi, inspirerad av tyskarna Johann Wolfgang von Goethe och Lorenz Oken.
Knox är mest känd för att ha varit indirekt inblandad i West Port-morden i Edinburgh 1828, en serie av 16 mord som utfördes av två män vid namn William Burke och William Hare. De två männen sålde sedan liken till Knox som använde dem som dissektionsobjekt i sin undervisning.

## I fiktionen
Robert Knox står som inspiration till en karaktär i landsmannen Robert Louis Stevensons novell The Body Snatcher från 1884, och nämns även vid namn i den amerikanska filmen Gravplundraren från 1945 (som är baserad på R. L. Stevensons novell).